# Ateísmo cristiano
El ateísmo de valores cristianos o ateísmo cristiano es una postura aplicable a la vida real por ateos o por «cristianos», creada a partir de una mediación entre opuestos como la fe y la razón propuestas por Santo Tomás de Aquino («Creer es un acto del entendimiento que asiente a la verdad divina por imperio de la voluntad movida por Dios mediante la gracia»), que rechaza al Dios del cristianismo, pero sigue las enseñanzas de Jesús. En la misma, las historias de Jesús están relacionadas con la vida moderna, pero no deben ser tomadas literalmente,[cita requerida] mientras que Dios es solamente un símbolo.[cita requerida]
Alternativamente, el «ateísmo cristiano» puede ser considerado un oxímoron, puesto que el ateísmo como postura afirmativa de una proposición existencial negativa (de acuerdo a la lógica aristotélica) o, simplemente, afirmación de proposición negativa de carácter no teísta (no-cognitivismo teológico, ateísmo positivo, etc.), en un marco epistemológico consistente y por lógica de orden cero (véase teoría de la justificación), no puede no ser incompatible con el cristianismo entendido como tradición y religión teísta. Dicho de otra manera, un término más apropiado para ateísmo cristiano es ateísmo de valores culturales parcialmente cristianos, y siempre y cuando el ateísmo como afirmación de un hecho (no podría ser de otra manera) no esté de ningún modo relacionado con filosofías antiteístas, que por lo general es menos usual. Para los críticos del uso del término, el «ateísmo cristiano» es una expresión defectuosa semejante a la de «escepticismo cienciológico» o «humanismo yihadista» y, como tal, está más cercano a una impostura que a una posición definicionalmente consistente, o en última instancia social o culturalmente identificable.

## Creencias

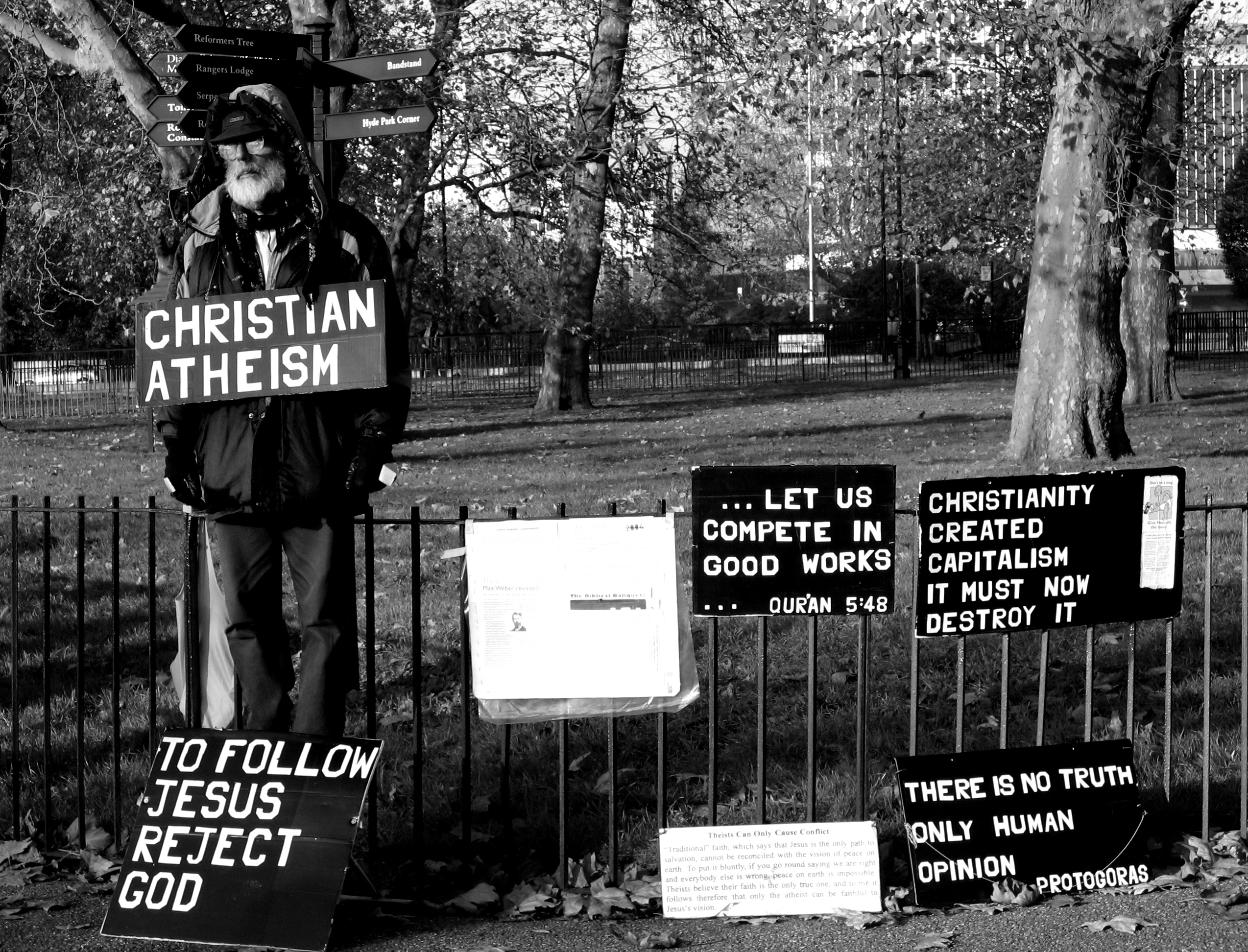
Un hombre que promueve el ateísmo cristiano en el rincón del orador, Londres, en 2005. Una de sus pancartas dice: «Para seguir a Jesús, rechaza a Dios».

Las creencias de los ateos cristianos varían. Sin embargo, hay unos conceptos básicos comunes a todos ellos. Thomas Ogletree, profesor de Teología Constructiva del Chicago Theological Seminary, lista cuatro:
1. Inexistencia de la idea de Dios en nuestro tiempo. Esto incluye el entendimiento de Dios, que es parte de la teología cristiana tradicional.
2. Formar parte de la cultura contemporánea es una característica necesaria de cualquier trabajo teológico responsable.
3. Existe, en varios grados y formas, una alienación de la iglesia con la sociedad tal como está ahora constituida.
4. El reconocimiento de la centralidad de la persona de Jesús en la reflexión teológica.[1]

## Existencia de Dios
Según Paul van Buren, un «teólogo de la muerte de Dios», la palabra Dios en sí misma es «engañosa o sin sentido». El autor sostiene que es imposible pensar en Dios. Van Buren dice que: 
No podemos identificar nada a favor o en contra que pueda verificar las afirmaciones concernientes a Dios.

La mayoría de los cristianos ateístas creen que Dios nunca existió, pero hay algunos que creen que Dios ha muerto literalmente. Thomas J. J. Altizer es un reconocido cristiano ateísta debido a su enfoque literal sobre la muerte de Dios. A menudo habla de la muerte de Dios como un evento de redención. En su libro El Evangelio del Ateísmo Cristiano habla de que: 
actualmente todo hombre que esté abierto a la experiencia sabe que Dios está ausente, pero sólo el Cristiano sabe que Dios está muerto, que la muerte de Dios es un final y un evento irrevocable y que la muerte de Dios ha actualizado en nuestra historia una humanidad nueva y liberada.

## Lidiar con la cultura
Algunos teólogos, entre ellos Altizer y Lyas, miraron la cultura científico-empírica de hoy y trataron de encontrar un lugar en él para la religión. En palabras de Altizer:

La fe y el mundo ya no pueden existir aislados uno de otro... el cristiano radical condena todas las formas de fe que están desconectadas del mundo.

Viene a decir que la respuesta al ateísmo debería ser de «aceptación y afirmación». Colin Lyas, profesor de Filosofía en la Universidad de Lancaster, afirmó:

Los cristianos ateístas también están unidos en la creencia de que cualquier respuesta satisfactoria a estos problema debe ser una respuesta que hará la vida tolerable en este mundo, aquí y ahora, y en la cual se dirigirá la atención de los problemas sociales y otros de esta vida.

## Separación de la iglesia
Altizer ha dicho que: 
El cristiano radical... cree que la tradición eclesiástica ya no es cristiana.

Él cree que la ortodoxia cristiana ya no tiene ningún significado para la gente porque no discute la cristiandad dentro del contexto de la teología contemporánea. El cristiano ateísta quiere ser separado completamente de la mayoría de las creencias cristianas ortodoxas y tradiciones bíblicas. Altizer alega que una fe no será completamente pura si está abierta a la cultura moderna. Esta fe «no puede identificarse a sí misma como una tradición eclesiástica o con una dada doctrina o forma ritual». Viene a decir que la fe no puede «tener la seguridad final de lo que significa ser cristiano». Altizer dijo, «No debemos perseguir lo sagrado diciendo “no” a la blasfemia radical de nuestra época, sino diciéndole “sí”». Ven a las religiones que se separan del mundo como apartándose de la verdad. Esta es parte de la razón por la cual dicen que la existencia de Dios está en cuenta regresiva. Altizer escribió sobre Dios como el enemigo del hombre porque la humanidad nunca alcanzaría su máximo potencial mientras Dios exista. Llegó a decir que: 
Aferrarse al Dios de los cristianos en nuestro tiempo, es evadir la situación humana de nuestro siglo y renunciar al sufrimiento inevitable, que es su suerte.

## Jesús como figura central
Aunque sin verlo como una divinidad, Jesús es una figura central dentro del cristianismo ateísta. La mayoría de ellos piensan en él como un buen hombre y sabio, aceptando sus enseñanzas morales pero rechazando su idea de divinidad. Hamilton dijo que para el cristiano ateísta, Jesús no es un fundamento de la fe, sino un «lugar donde pararse, una referencia». Los cristianos ateístas ven a Jesús como un ejemplo de lo que un cristiano debería ser, pero no lo ven como un Dios. Hamilton escribió que seguir a Jesús significa ser «estar junto a nuestro vecino, estar por él», y que seguirlo significa ser humano, ayudar a otros humanos y promover la humanidad.

## Por denominación

### Ateísmo protestante
El ateísmo protestante rechaza al dios del cristianismo, pero sigue las enseñanzas de Jesús. Thomas Jefferson, tercer presidente de EE. UU. y padre de la nación publicó un libro titulado La Vida y Morales de Jesus de Nazareth, eliminando cualquier referencia a la divinidad. Otros importantes ateos protestantes fueron Rudolf Bultmann,  Albrecht Ritschl, Friedrich Schleiermacher, John Robinson y Paul van Buren.